# Journal of Development Economics
Das Journal of Development Economics (JDE) ist eine wissenschaftliche Fachzeitschrift, die durch den Verlag Elsevier herausgegeben wird und im Bereich der Entwicklungsökonomie als führend gilt.

## Inhalt
Das Journal of Development Economics publiziert Artikel mit Bezug zu sämtlichen Aspekten wirtschaftlicher Entwicklung. Der Schwerpunkt liegt hierbei auf quantitativer oder analytischer Arbeit, die relevant und intellektuell stimulierend ist. Das Journal of Development Economics publiziert zwar Artikel und Rezensionen originärer Forschung, jedoch keine Buchrezensionen. Das Journal of Development Economics publiziert des Weiteren für gewöhnlich keine tiefgehenden Studien zu einem spezifischen Land, Region, Fall oder Ereignis.

## Publikationsprozess
Die im Journal of Development Economics publizierten Artikel werden einem Kreuzgutachten unterzogen, um die wissenschaftliche Qualität der publizierten Artikel zu gewährleisten. Hierzu werden die eingesandten Artikel zunächst einer Vorauswahl unterzogen, wobei einige Artikel sofort abgelehnt werden. Dies beinhaltet Artikel, die thematisch oder methodologisch als nicht zum Themenbereich der Zeitschrift passend betrachtet werden. Dies beinhaltet aber auch Artikel, welche in Hinblick auf den wissenschaftlichen Wert des Beitrags zur Forschungsliteratur oder die wissenschaftliche Wertschöpfung den Standards der Zeitschrift nicht genügen. Schließlich stellt ein Mangel an methodologischer Strenge und Konsequenz einen weiteren Ablehnungsgrund dar, was insbesondere für empirische Artikel eine wichtige Rolle spielt.

## Geschichte
Das Journal of Development Economics wurde erstmals 1974 herausgegeben und erscheint seitdem alle zwei Monate. Der gegenwärtige Chefredakteur des Journal of Development Economics ist Maitreesh Ghatak. Er wird von acht Redakteuren und 53 Associate Editors unterstützt.

## Rezeption
In einer durch Kalaitzidakis et al. (2003) durchgeführten Studie über die Qualität wirtschaftswissenschaftlicher Publikationen erreichte das Journal of Development Economics Rang 40 von 159 ausgewerteten Publikationen, verbesserte sich jedoch in einer späteren Studie von Kalaitzidakis et al. (2011) auf Rang 23 von 209 Publikationen. Im wirtschaftswissenschaftlichen Publikationsranking des Tinbergen-Instituts wird das Journal of Development Economics in der Kategorie B („gute wissenschaftliche Fachzeitschriften für alle Forschungsfelder des Tinbergen-Instituts“) geführt. Eine weitere Studie der französischen Ökonomen Pierre-Phillippe Combes und Laurent Linnemer listet das Journal mit Rang 24 von 600 wirtschaftswissenschaftlichen Zeitschriften in die drittbeste Kategorie A ein.
Der Impact Factor des Journal of Development Economics lag im Jahr 2012 bei 2,353. In der Statistik des Social Sciences Citation Index wurde das Journal mit diesem Impact Factor an 27. Stelle von 333 Zeitschriften in der Kategorie Wirtschaftswissenschaften geführt. Damit gehört das Journal hinsichtlich der Zitierhäufigkeit in den Top 25 % der wirtschaftswissenschaftlichen Zeitschriften.